# Єдиновєр
Єдиновєр (рос. Единовер) — селище в Саткинському районі Челябінської області Російської Федерації.
Населення становить 114 осіб (2010). Входить до складу муніципального утворення Романовське сільське поселення.

## Історія
Згідно із законом від 17 листопада 2004 року органом місцевого самоврядування є Романовське сільське поселення .

## Населення
| 2002 | 2010 |
| ---- | ---- |
| 120  | ↘114 |